# Paul-Otto Bessire
Paul-Otto Bessire (* 21. April 1880 in Moutier, Kanton Bern, Schweiz; † 6. September 1958 ebenda) war ein Schweizer Historiker und Schriftsteller.
Nach dem Besuch des Lehrerseminars in Pruntrut erwarb er 1901 das Sekundarlehrerpatent an der Universität Basel. 1910 wurde er an der Universität Bern zum Dr. phil. promoviert und erwarb dort 1913 auch das Mittelschullehrer-Diplom. Von 1899 bis 1902 wirkte er als Lehrer in Corcelles, von 1902 bis 1907 als Sekundarlehrer in Moutier, von 1915 bis 1930 als Lehrer für Französisch und Geschichte am Gymnasium und von 1930 bis 1951 als Lateinlehrer am Progymnasium in Pruntrut.

## Werke
- Jacob-Henri Meister (1744–1826). Sa vie et ses œuvres, Delsberg 1912
- Le rôle des Suisses dans les troubles de l’Évêché de Bâle (1726–1740), Delsberg 1918
- La question jurassienne, Pruntrut 1919
- Le banneret. Pièce historique en 4 actes avec chants et musique, Biel 1927
- Le cerisier en fleurs. Roman, Lausanne 1930
- Sous le ciel natal. Poèmes, Tavannes 1933
- Histoire du Jura bernois et de l’ancien Evêché de Bâle, Pruntrut 1935; Moutier 1977
- Images de la Suisse, Bern 1936
- Les origines de la Suisse et les communautés libres, Bern 1938
- Histoire du peuple suisses par le texte et par l’image, Moutier 1940
- Léon Froidevaux 1876–1931. Le musicien et le journaliste, Moutier 1943
- La clairière enchantée. Nouvelles et légendes jurassiennes, Pruntrut 1944
- Berne et la Suisse. Histoire de leurs relations depuis les origines jusqu’à nos jours, Bern 1953